# Sonate pour piano no 3 de Smyth
Pour les articles homonymes, voir Sonate pour piano no 3.
La Sonate pour piano no 3 est la troisième sonate pour piano de la compositrice britannique Ethel Smyth, écrite en 1877.

## Contexte et création
Ethel Smyth compose sa troisième sonate peu de temps après les deux précédentes, probablement dans le courant de décembre 1877 . La sonate est cependant inachevée, notamment à la suite de la décision de la compositrice de cesser ses études auprès de Carl Reinecke à l'École supérieure de musique et de théâtre Felix Mendelssohn Bartholdy de Leipzig.

## Structure
La sonate, inachevée, comprend deux mouvements :
1. Allegro en 
 et en ré majeur ;
2. Scherzo en 
 et en ré mineur.

## Analyse
Le premier mouvement est très influencée par Johannes Brahms, tandis que le second, un scherzo, est marqué de l'empreinte de Ludwig van Beethoven.